# Robert Hartmann (Jurist)
Robert Hartmann (* 1. Juli 1901 in Heilberscheid; † unbekannt, nach 1961) war ein deutscher Jurist. Er war während des Zweiten Weltkriegs Richter beim Volksgerichtshof und beim Sondergericht Prag und in dieser Stellung an zahlreichen Todesurteilen der NS-Kriegsjustiz beteiligt.

## Leben und Tätigkeit
Der Berufsjurist Hartmann trat zum 1. Mai 1933 in die NSDAP ein (Mitgliedsnummer 2.303.281).
Im April 1936 wurde Hartmann Richter beim Volksgerichtshof im Rang eines Volksgerichtsrates. In dieser Stellung verurteilte Hartmann beispielsweise am 8. Juni 1937 den jungen Erich Honecker – damals in der kommunistischen Untergrundbewegung tätig und später langjähriger Staatsratsvorsitzender der DDR – wegen „Vorbereitung eines hochverräterischen Unternehmens unter erschwerenden Umständen“ zu einer Zuchthausstrafe von zehn Jahren. Honeckers Mitangeklagter Bruno Baum erhielt 13 Jahre.
Während des Zweiten Weltkriegs war Hartmann 1. Vorsitzender des 2. sowie des 6. Senats des Volksgerichtshofs sowie Vorsitzender der 1. Strafkammer (1941) und der 4. Strafkammer (1943/1944) des Sondergerichts in Prag. In diesen Stellungen war er während des Zweiten Weltkriegs an der Verhängung zahlreicher Todesurteile der NS-Kriegsjustiz beteiligt:
- Am 1. August 1941 gegen den Metallarbeiter Karl Anton Wagner und seine Ehefrau Maria Emma Wagner[2]
- Am 31. März 1942 gegen William Otto Bauer (als Vorsitzender des 6. Senats)[3]
- Am 21. Juli 1942 gegen Alfred Kaufmann und Heinrich Will (als Vorsitzender des 2. Senats VGH)
- Am 28. August 1942 gegen Josef Landgraf und Anton Brunner (als Vorsitzender des 2. Senats VGH) (Urteil nicht vollstreckt)[4]
- Am 22. September 1942 das Todesurteil gegen Erwin Puschmann und 15 Jahre Zuchthaus gegen Margarete Schütte-Lihotzky (als Vorsitzender des 2. Senats)
- Am 13. Oktober 1942 Todesurteile gegen Hanno Günther, Wolfgang Pander, Bernhard Sikorski, Emmerich Schaper und Alfred Schmidt-Sas
- Am 2. November 1942 gegen Ernst Stoiber (als Vorsitzender des 2. Senats VGH)
- Am 15. Dezember 1942 gegen die Näherin Rosa Hofmann (als Vorsitzender des 6. Senats VGH)[5]
- Am 18. Mai 1943 gegen Marianne Golz und siebzehn weitere Personen wegen Begünstigung von Reichsfeinden[6]

Insgesamt soll er allein beim Sondergericht in Prag (also im Rahmen seiner Tätigkeit beim Volksgerichtshof gefällte Urteile nicht mitgerechnet) für mindestens 21 Todesurteile gegen tschechische Gegner des NS-Regimes mitverantwortlich gewesen sein.
Auf der Kriegsverbrecherliste der Tschechoslowakei wurde Robert Hartmann unter der Nr. A-38/69 geführt.
Nach dem Zweiten Weltkrieg konnte Hartmann seine Karriere im Justizdienst der Bundesrepublik fortsetzen: Er wurde Leiter des Amtsgerichts Königswinter. Um 1960 hatte er laut einer Publikation der Vereinigung der Verfolgten des Naziregimes den Rang eines Oberamtsrichters in dieser Stadt inne. Laut Meckel und Wiehn nutzte Hartmann eine ihm 1961 angebotene „wohldotierte Ausstiegsmöglichkeit“, dürfte also zu diesem Zeitpunkt unter für ihn günstigen Bedingungen pensioniert worden sein.